# Кински, Леонид
Леонид Кински (англ. Leonid Kinskey; 1903—1998) — американский актёр театра, кино и телевидения русского происхождения. Кински снялся в более чем 30 фильмах.

## Биография
Родился 18 апреля 1903 года в Санкт-Петербурге. Начал карьеру артиста в качестве мима в различных имперских театрах в середине 1910-х годов.
После Октябрьской революции вместе с семьёй эмигрировал из России. Выступал на сценах стран Европы и позже Южной Америки. Затем в 1921 году прибыл в США, в Нью-Йорк.
С 1932 года активно снимался в кино и сериалах, главным образом в ролях русских.
Кински был трижды женат, сначала на Жозефине Танкус с 1930 года до её смерти в 1939 году. Четыре года спустя он женился на актрисе Ифигении Кастильони (1901—1963), и этот союз продлился до её смерти в 1963 году. После её смерти (с 1983 года) был женат на Тине Йорк, которая была на 38 лет моложе его. Умер от осложнений после инсульта 8 сентября 1998 года в Фаунтин-Хиллс, штат Аризона.

## Избранная фильмография
| Год  |   | Русское название             | Оригинальное название                | Роль                 |
| ---- | - | ---------------------------- | ------------------------------------ | -------------------- |
| 1932 | ф | Неприятности в раю           | Trouble in Paradise                  | русский посетитель   |
| 1933 | ф | Утиный суп                   | Duck Soup                            | агитатор             |
| 1934 | ф | Манхэттенская мелодрама      | Manhattan Melodrama                  | троцкист на митинге  |
| 1934 | ф | Весёлая вдова                | The Merry Widow                      | пастырь              |
| 1934 | ф | Мы снова живы                | We Live Again                        | Симон Картинкин      |
| 1937 | ф | Сто мужчин и одна девушка    | One Hundred Men and a Girl           | пианист на вечеринке |
| 1937 | ф | Ничего святого               | Nothing Sacred                       | Фердинанд Роассар    |
| 1938 | ф | Алжир                        | Algiers                              | Л’Арби               |
| 1938 | ф | Большой вальс                | The Great Waltz                      | Дудлман              |
| 1939 | ф | Экспресс изгнания            | Exile Express                        | Дэвид                |
| 1939 | ф | История Вернона и Айрин Касл | The Story of Vernon and Irene Castle | художник             |
| 1940 | ф | Он остался на завтрак        | He Stayed for Breakfast              | товарищ Ники         |
| 1941 | ф | С огоньком                   | Ball of Fire                         | профессор Кинтана    |
| 1942 | ф | Касабланка                   | Casablanca                           | Саша                 |
| 1944 | ф | Не могу не петь              | Can’t Help Singing                   | Коппа, слуга князя   |
| 1955 | ф | Человек с золотой рукой      | The Man with the Golden Arm          | Доминовски           |
| 1961 | с | Программа Джека Бенни        | The Jack Benny Program               | Сергей Финский       |
| 1966 | с | Перри Мейсон                 | Perry Mason                          | Вячеслав Герзнов     |
| 1967 | с | Бэтмен                       | Batman                               | профессор Овербек    |